# Ivo Mršnik
Ivo Mršnik (Ivan Alojz Mršnik), slovenski slikar, grafik, risar, univerzitetni profesor, * 20. junij 1939, Knežak, Ilirska Bistrica, Slovenija.

## Življenje
Leta 1968 diplomiral na oddelku za slikarstvo Akademije za likovno umetnost v Ljubljani. Istega leta  se zaposlil kot likovni pedagog na Osnovni šoli Vič v Ljubljani, hkrati pa do leta 1970 nadaljeval s študijem slikarske specialke pri prof. Maksimu Sedeju. Zatem  nadaljeval tudi študij grafične specialke pri prof. Riku Debenjaku in prof. Marjanu Pogačniku. Na grafični specialki diplomiral leta 1972, na slikarski pa leta 1975 pri prof. Gabrijelu Stupici.
Od leta 1978  bil zaposlen na Pedagoški fakulteti v Ljubljani, od 1998 kot redni profesor za risanje in grafiko z metodiko. 
Decembra 2011 mu je Univerza v Ljubljani podelila naziv zaslužni profesor UL.

## Delo
Ivo Mršnik velja za izjemno delavnega umetnika, temu primerno je njegov ustvarjalni opus tudi zelo obsežen. Večinoma gre za grafike in risbe. Le redko je v svoji likovni govorici posegal po drugih tehnikah in materialih. Že vse od ustvarjalnih začetkov je stopil na svojo umetniško pot in zavedno zapečatil svoj odnos do likovnega: zavezal se je piki, črti, liniji in se skorajda popolnoma odrekel barvi. »V risbi je našel popoln izraz, besedo, s katero zapisuje ta neskončni življenjski roman, ki se iz poglavja (cikla) v poglavje spreminja, a vendarle vseskozi ohranja zgodbo. To zgodbo, ki jo videvamo, sicer spremenjeno, dorečeno, a vendarle nezaključeno, je začel razvijati s portreti oziroma figurami v sedemdesetih letih. Tu je šlo v tehničnem smislu za grafični prijem v tehniki litografije,« pojasnjuje Bučanova, v prvem delu razstave pa so med drugim na ogled tudi portreti iz cikla NN, povzeti iz časopisja in z ogljem narisani na neskončni računalniški papir.
Sledijo z ogljem izrisane risbe na velikem formatu. Gre za cikel Glave, katerih fiziognomske lastnosti so sicer še prepoznavne, težko pa bi jih osebnostno okarakterizirali. Od Glav se Mršnik konec osemdesetih let preteklega stoletja preusmeri izven vidnega, realnega in otipljivega. Od tod se začenja razkroj realnega v kaotičen zapredek, ki je samo nadaljevana redukcija zapisa, ki je poprej oblikoval glavo. Riše zapredke in psihograme, kot imenuje trak neskončnih nalepk. V zadnjih ciklih likovnega opusa se tehnično Mršnik iz zanj značilne grafične tehnike vernis mou polašča tako mešanih grafičnih tehnik kot čiste risbe. »Mršnik je zvest lastnemu likovnemu izrazu, hkrati pa tega nenehno spreminja in razvija. Vseskozi lahko sledimo razvoju njegove risbe, ki nikoli ne presahne.«
Ivo Mršnik je že v sedemdesetih letih ustvaril zanimiv, konceptualno utemeljen opus skorajda fotorealističnih risb. Kasneje se je prek serije velikih portretov njegova risba skrčila na najnujnejše in se razvila v prepoznavno in utemeljeno prakso psihograma, ki je bila razstavljana tudi na U3, trienalu slovenske sodobne umetnosti in 22. mednarodnem grafičnem bienalu (oboje 1997). Nato je znova prišlo do zasuka. Kot piše Črtomir Frelih: »Ko se je že zdelo, da se je Mršnikova estetika skrčila na eno samo piko, iz te pike presenetljivo logično zrastejo nova vesolja.« Nagrado prejme za kontinuirano ustvarjalno pot z več vrhovi, ki so pustili pečat v sodobni umetnosti, za prepričljivo umetniško držo in potovanje s tokom časa, ob tem pa vztrajanje pri lastni poetiki.
Linije prikazujejo nevidno valovanje zračnih tokov, rišejo izohipse pokrajin ali ponazarjajo kožne teksture, vendar ekspresivnost risbe prevlada nad pripovednostjo. Raster črt je ponekod redkejši, drugje gostejši. S tem Ivo Mršnik plastično modelira površine in predvsem stopnjuje napetost. Organske forme, ki nastajajo na mestih, kjer se linije posebej zgostijo, avtor poimenuje zapredki. Iz teh zapredkov rastejo gmote oblik, se kopičijo hribovja, se rojevajo mistične pokrajine in kozmični svetovi. Valovnice, spirale in koncentrični krogi poganjajo gibanje. Nenehno porajanje in minevanje, gibanje in kroženje, vznikanje in umiranje linij in oblik ne ustvarja dinamike le na likovni ravni, temveč v dela Iva Mršnika vnaša sestavino časa.

## Samostojne razstave
- 1979 - Galerija ARS, Ljubljana, Ljubljana
- 1985 - Koncertni atelje, Ljubljana
- 1985 - Galerija Nova, Kranj
- 1986 - Razstavišče tovarne Ilirija, Ljubljana
- 1986 - Galerija Krka, Ljubljana
- 1987 - Razstavišče Kemijskega inštituta Borisa Kidriča, Ljubljana
- 1988 - Kulturni dom, Gorica (Italija)
- 1988 - Galerija Ivana Groharja, Škofja Loka
- 1989 - Galerija ZDSLU, Ljubljana
- 1990 - Galerija Meblo, Nova Gorica
- 1992 - Galerija Hodnikov mlin, Ilirska Bistrica
- 1993 - Galerija Labirint, Ljubljana
- 1994 - Dom kulture, Novo mesto
- 1995 - Galerija Meduza, Koper
- 1996 - Likovna vitrina ZS Triglav, Nova Gorica
- 1998 - Savinov razstavni salon, Žalec
- 1998 - Galerija Pedagoške fakultete, Ljubljana
- 2000 - Galerija Ars, Ljubljana
- 2000 - Galerija Kos, Ljubljana
- 2000 - Galerija Božidar Jakac, Lamutov likovni salon, Kostanjevica na Krki
- 2001 - Galerija Kos, Ljubljana
- 2001 - Galerija Ars, Ljubljana
- 2002 - Galerija Ars, Ljubljana
- 2003 - Galerija Žula, Ljubljana
- 2003 - Galerija Domžale, Domžale
- 2004 - Mala galerija, Ljubljana
- 2005 - Galerija Pedagoške fakultete, Ljubljana
- 2006 - Galerija Lek, Ljubljana
- 2006 - Galerija Loža, Koper, Koper
- 2008 - Galerija Knjižnice Prežihov Voranc, Ljubljana
- 2010 - Mednarodni grafični likovni center, Ljubljana
- 2013 - Zavod za varstvo kulturne dediščine, Kranj, Kranj
- 2016 - Kosovelov dom, Sežana, Sežana
- 2019 - Galerija DLUL, Ljubljana
- 2019 - Galerija Miha Maleš, Kamnik, Kamnik
- 2020 - Cankarjev dom - preddverje, Ljubljana
- 2021 - Institut Jožef Štefan, Ljubljana
- 2021 - Občina Log Dragomer, Dragomer
- 2021/2022 - Likovni salon Kočevje, Kočevje

Sodelovanje na več kot 100 skupinskih razstavah doma in v tujini.

## Nagrade
- 1969 - študentska Prešernova nagrada za slikarstvo
- 1986 - zlata diploma za risbo, V. razstava jugoslovanske risbe, Tuzla (BiH)
- 1986 - odkupna nagrada za risbo, V. razstava jugoslovanske risbe, Tuzla (BiH)
- 1992 - 2. bienale slovenske grafike, nagrada Novega mesta za grafiko, Novo mesto
- 1992 - Izbor grafike za Albertino, Muzejska zbirka, Dunaj, Avstrija
- 1992 - Izbor grafike za Fonds Nation al d'Art Contemporain (FNAC), Pariz
- 1993 - 1. nagrada za grafiko Ostblick – Westblick, Gradec (Avstrija)
- 1993 - odkupna nagrada, Mini print, Maribor
- 2013 - ZDSLU (Združenje slovenskih likovnih umetnikov).Umetniška društva ) Nagrada za življenjsko delo
- 2017 - 1. nagrada na 7th Mixed Media Exhibition, Lessedra, Bolgarija
- 2018 - Nagrada Ivana Kobilca za življenjsko delo.
- 2021 - Posebna nagrada za prispevek k svetovnemu grafičnemu ustvarjanju - 10. mednarodni grafični trienale Bitola IGT - Bitola, Makedonija